# Ekonomiåret 2010

## Händelser

### September
- 30 september - 50-öringen avskaffas i Sverige.

### Okänt datum
- Eurokrisen
- EU har beslutat att 2010 är Europeiska året för bekämpning av fattigdom och social utestängning.[1][2]

## Priser och utmärkelser
- Sveriges Riksbanks pris i ekonomisk vetenskap till Alfred Nobels minne tilldelades Peter A. Diamond, Dale T. Mortensen och Christopher A. Pissarides "för deras analys av marknader med sökfriktioner".